# 小さな巨人
小さな巨人（ちいさなきょじん）とは、小柄・軽量なのに優れた人を称える言葉。多くはスポーツ選手に用いられるが、さまざまな分野で使われる言葉である。必ずしも絶対的に小さい人を指すのではなく、活躍する分野で相対的に小さい人をも指す。ただし、小さいほど有利とされる分野においては小さくともそう呼ばれない。例えば野球選手は身長の高い傾向にあるので（一般の）平均身長程度でも小さな巨人と呼ばれるが、馬術の騎手は小さく軽い方が有利とされるので分野の中で相対的に小さくともそのような扱いはされない。

## 使用例

### 実在の人物

#### スポーツ選手
- アイザイア・トーマス[1]（身長175cm）- バスケットボール選手。
- 石川雅規[2]（身長167cm） - プロ野球選手。秋田商業高校→青山学院大学→東京ヤクルトスワローズ。
- 宇野昌磨 [3]（身長158cm）- フィギュアスケート選手。平昌オリンピック銀メダリスト及び、2019年四大陸フィギュアスケート選手権男子シングル金メダリスト。
- 大沢昇[4]（身長155cm）- 空手家、ボクサー、キックボクサー。
- 川畑幸一[4]（身長164cm）- 空手家、第2回オープントーナメント全世界空手道選手権大会8位
- グラン浜田[5]（身長167cm）- プロレスラー。
- 清水宏保[6]（身長162cm）- スピードスケート選手。長野オリンピック金メダリスト・ソルトレークシティオリンピック銀メダリスト。
- 田中史朗[7]（身長166cm）- ラグビー日本代表。ラグビーワールドカップ2015・南アフリカ戦でマン・オブ・ザ・マッチに選出。
- 渡名喜風南 [8]（身長148cm）- 柔道家。階級は48kg級。両親は沖縄県出身。2017年世界柔道選手権大会金メダリスト及び、2020年東京オリンピック銀メダリスト。
- 林巨人[9][10]（身長159cm）- 競輪選手。愛知県91期生。「巨人」の読みは「なおと」。名前に似合わず、競輪界随一の低身長選手である。
- ホセ・ルハノ[11]（身長162cm）- 自転車ロードレーサー。ジロ・デ・イタリア 2005総合3位。
- 緑健児[4]（身長165cm）- 空手家、第5回オープントーナメント全世界空手道選手権大会優勝。
- 三宅義信[12]（身長158cm）- ウエイトリフティング選手。1964年東京オリンピック・1968年メキシコシティオリンピック金メダリスト。
- 村浜武洋[13]（身長163cm）- キックボクサー・総合格闘家・プロレスラー。K-1でのキャッチフレーズにも使われた。
- 森島寛晃[14]（身長168cm） - サッカー選手。東海大学第一高校→ヤンマー→セレッソ大阪。
- 吉田真由美 [15][16]（身長150cm）- プロボウラー。通算10勝。日本プロボウリング協会による公式ニュース「NEWS&TOPICS」でもたびたび使用される。

#### 芸能人
- 有安杏果[17]（身長148cm）- 元ももいろクローバーZ。自己紹介のキャッチフレーズとして使用されていた。

#### 政治家
- 緒方貞子（身長150cm）- 日本の学者。1991年、日本人として、学者出身として、女性として初の国連難民高等弁務官に就任。
- 小村壽太郎[18] - 日本の政治家。不平等条約解消に努めた。
- スティーブン・ダグラス - アメリカの政治家。1860年の民主党大統領指名候補となったが、共和党候補者のリンカーンに敗れた。

### 架空の人物
- 星飛雄馬（身長不明）- 梶原一騎・川崎のぼるの漫画『巨人の星』の主人公。1968年の日本シリーズにてダリル・スペンサー（阪急ブレーブス）にリトル・ジャイアントと称えられた際、伴宙太が小さな巨人と訳す。
- 里中智（身長165cm）- 水島新司の漫画『ドカベン』の登場人物。自称小さな巨人。故障が多いことから「ガラスの巨人」とも。
- ジャック・クラブ（身長166cm）- 1970年のダスティン・ホフマン主演の映画『小さな巨人（原題：Little Big Man）』の主人公。
- 宇内天満（身長約170cm）- 古舘春一の漫画『ハイキュー!!』の登場人物。烏野高校バレー部OBで在籍時のエース。当時を知る人物から「小さな巨人」として語られる。
- 滝巨人（身長不明）- 内山まもるの漫画『リトル巨人くん』の主人公。小学生ながら読売ジャイアンツの投手として活躍。

### 商品
- オロナミンC - 大塚製薬のドリンク剤。1972年、巨人軍の選手が出演したCMでのキャッチフレーズの一節が、「オロナミンCは小さな巨人です」（この場合だけ巨人＝巨人軍であって「巨大な人」ではない）。
- ミクロマン（身長10cm）- タカラのオリジナルキャラクター玩具「小さな巨人ミクロマン」。

### 動物
- アップセッター - JRA 最軽量重賞勝利馬。1983年ニュージーランドトロフィー勝利時の体重が、牡馬で有るにも関わらず380㎏。